# Погонич жовтоплямистий
Погонич жовтоплямистий (Sarothrura elegans) — вид журавлеподібних птахів родини Sarothruridae.

## Поширення
Вид поширений в Субсахарській Африці.

## Спосіб життя
Птах трапляється у тропічних дощових лісах, відкритих та вторинних лісах, вологих саванах, на бананнових плантаціях, садах та парках. Трапляється поодинці або парами. Живиться безхребетними та насінням. Гніздо облаштовує на землі. Воно має вигляд неглибокої ямки, дно якої вистелене сухою травою.